# Compostela (Dávao de Oro)
Compostela es un municipio filipino de primera categoría, situado en la parte sudeste de la isla de Mindanao. Forma parte de la provincia de Dávao de Oro situada en la Región Administrativa de Región de Dávao en cebuano Rehiyon sa Davao, también denominada Región XI. Para las elecciones está encuadrado en el Primer Distrito Electoral.

## Barangayes
El municipio se divide, a los efectos administrativos, en 16 barangayes o barrios, conforme a la siguiente relación:
| - Bagongón - Gabi - Lagab - Mangayón | - Mapaca - Maparat - Nueva Alegría - Ngan | - Osmeña - Panansalán - Población - San José | - San Miguel - Siocón - Tamia - Aurora |

## Historia
El actual territorio de la provincia de Dávao de Oro fue parte de la provincia de Caraga durante la mayor parte de la Capitanía General de Filipinas (1520-1898).
A principios del siglo XX la isla de Mindanao se hallaba dividida en siete distritos o provincias. A principios del siglo XX la isla de Mindanao se hallaba dividida en siete distritos o provincias.
El Distrito 3º de Surigao, llamado hasta 1858  provincia de Caraga tenía por capital el pueblo de Surigao e incluía la  Comandancia de Butuan.
Pertenecen a esta Comandancia  además de Mainit y sus visitas, todos los pueblos y visitas respectivas situados á orillas del río Agusan, entre los cuales se encontraba Játiva de 1,848 habitantes, con las visitas de Moncayo, Gandía, Pilar, Compostela y Gerona;
El 16 de junio de 1955 el barrio de Nueva Sabonga se segrega del municipio de Saug para agregarse al  de  Compostela de la misma provincia de Dávao del Norte.
El 18 de junio de 1966 para formar el nuevo municipio de Montevista fueron segregados de su término los barrios Nuevas Visayas  y parte de Siocón.